# Rosmy
Rosmy, pseudonimo di Rosamaria Tempone (Zurigo, 6 gennaio 1989), è una cantautrice e attrice italiana.
Diventa nota grazie alla vittoria del Premio Mia Martini nel 2016, con il brano Un istante di noi.

## Biografia

### Gli esordi
Originaria della Basilicata e milanese d'adozione. Erede della famiglia Trinchitella, musici e girovaghi di arpa e violino, noti per aver portato a New York e Parigi la storica tradizione dell'arpa viggianese. All'età di 12 anni inizia con i suoi fratelli a fare esperienze con il gruppo musicale The music Family, diventandone la vocalist.

### Teatro e cinema
Nel 2004 entra a far parte della compagnia Teatrale "Centro Mediterraneo delle Arti". Si impegna per diversi anni nel recupero di vecchie melodie tradizionali e negli studi etnomusicali di canti in lingua arbëreshe, canti in lingua grecanica e della cultura lucana. Come attrice e cantante, prende parte a diversi spettacoli teatrali portati in scena in diverse città italiane, con Ulderico Pesce e Maria Letizia Gorga.
Nell'anno 2008 è cantante protagonista nello spettacolo Pane Loro di Stefano Mencherini, affiancata da Rino Zurzolo, Francesco di Giacomo e Rodolfo Maltese, del gruppo banco del mutuo soccorso. Nello stesso periodo partecipa ai seguenti festival teatrali: "Mittelfest" di Cividale del Friuli diretto da Moni Ovadia; "Sant'Arcangelo dei teatri"; "Festambiente sud" di Monte Sant'Angelo organizzato da Legambiente; "Festival primavera dei teatri" di Castrovillari; "3º Festival Trittico della Magna Grecia Lucana" nei siti archeologici della Basilicata. "ACT-Italy", festival di Teatro con Fioretta Mari.
Dal 2008 inizia a fare esperienza come attrice nei film documentari: Vito ballava con le streghe di Mimmo Sammartino su Rai 1 e Il catalogo è questo, con regia di Fulvio Wetzl.
Nel 2012 dopo la laurea in lingue e letterature straniere, si trasferisce a Milano dove si diploma presso l'Accademia Artisti Attore cine-televisivo di Milano.
Partecipa come comparsa nel video musicale Parole in circolo nel 2015 di Marco Mengoni prodotto da Sony, e nel 2019 viene scelta come attrice nel docufilm Donne Lucane di Nevio Casadio. Il suo brano dal titolo Ho scelto di essere libera, è parte della colonna sonora del film.

### Musica
Nell'anno 2016 inizia il suo percorso musicale come cantautrice. Proprio in quell’anno con il brano Un istante di noi, si aggiudica il Premio Mia Martini e il premio FIMI - Miglior brano radiofonico.
A giugno 2017, con il singolo Ho scelto di essere libera, vuole lanciare un messaggio sociale contro il bullismo.
Nel 2018 con il singolo Inutilmente, tratta la tematica del ghosting, e arriva in finale al Premio Lunezia.
A gennaio 2019 esce il suo disco d'esordio Universale. Inizia il suo Universale instore tour, che la porta in giro per diversi comuni italiani fino a chiudere il 9 maggio 2019 con un concerto presso il Teatro Francesco Stabile di Potenza.
Lo stesso anno, dopo aver conquistato il primo posto nella tappa di Pistoia, arriva in Finale a Sanremo Rock 2019 con il brano Addormentarsi insieme.
A giugno 2019 con il brano Fammi credere all’eterno, tratto dal disco Universale, Rosmy è ospite nella tappe di Jesolo e Mestre al "Festivalshow", il festival itinerante di Radio Birikina e Radio Bellla & Monella. Nel video del singolo, premiato alle Giornate del Cinema per l’idea originale, è presente Giovanni Storti.
A ottobre 2019 è tra gli ospiti al M.E.I. di Faenza..
A fine anno 2019 si esibisce live al Capodanno di Rai 1, L'anno che verrà (programma televisivo), con un omaggio a Pino Mango, accompagnata dall’orchestra diretta dal maestro Stefano Palatresi.
A giugno 2020 esce il brano Ho tutto tranne te, distribuito da Artist First, evidenziando l’importanza del volontariato e della solidarietà. Il video del brano è patrocinato dalla Regione Lombardia, con l’intervento nel video di City Angels Italia.
Il 29 gennaio 2021 esce il brano Controregola, distribuito da Universal Music, portando l’attenzione sulla tematica della libertà. Il videoclip è stato girato sul ghiacciaio del Monte Rosa.
A giugno 2021 esce il brano Giromondo, distribuito da Artist First, feat. Saturnino e Maurizio Solieri. Il videoclip vede la partecipazione di Saturnino e Maurizio Solieri.
Nello stesso anno, il 9 novembre esce il brano Fake News.
Il video di Fake News vede la partecipazione dei sosia di Freddie Mercury, Michael Jackson, Elvis Prestley, Jimi Hendrix, George Michael e altri.
A luglio 2022 esce Tutto bene, brano in chiave techno.
Il 4 marzo 2024 presenta il brano Quale Allegria, una personale rivisitazione della canzone di Lucio Dalla in versione sinfonica con l’orchestra diretta dal maestro Beppe D'Onghia,
e vede la partecipazione della NU-Ork Orchestra, di Anton Berovski al primo violino e Simone Baroncini al corno.
Il 12 Aprile 2024 è ospite per l evento Futura a Foggia, sul palco con Fiorella Mannoia, Paola Turci, Erica Mou, insieme all’orchestra sinfonica del Conservatorio di Foggia, per festeggiare i 100 anni della Fontana del Sele e dell’acquedotto Pugliese.
Lo stesso 12 aprile 2024 pubblica il suo secondo album Pop Fiction, un disco notevole per la sua audacia e la sua carica emotiva.
Il video teaser Intro Pop Fiction, che preannuncia l’uscita dell’album, è una citazione al film di Tarantino Pulp Fiction in cui Rosmy, in veste di attrice, insieme  all’attore Alessandro Bianchi, reso celebre dal noto programma GialappaShow, riassume con ironia e sarcasmo una forma di malessere diffusa nei confronti dell’approccio mainstream alla musica moderna.
Il 3 maggio dello stesso anno esce il brano e il video di No Contact, tratto dal disco Pop Fiction, un brano nato per dire stop a tutte le forme di abuso e di manipolazione psicologica ed emotiva e sulla violenza di genere.
Il 25 novembre 2024 è leader e attivista del Flash Mob No Contact, per la Giornata internazionale contro la violenza sulle donne e il brano No Contact è la colonna sonora che dà il titolo al movimento stesso, che ha visto la partecipazione attiva del Comune di Potenza e delle Pari Opportunità Regione Basilicata, coinvolgendo giovani, scuole, l’USR Basilicata, il motoclub polizia di Stato, gli artisti e diverse Associazioni Lucane.
Nella stessa giornata al Teatro Stabile di Potenza, Rosmy ha dato voce a uno spettacolo dedicato alle donne, dal nome No contact – arte musica danza parole, dove 5 artiste lucane, attraverso 5 diverse forme d’arte, si sono unite alle voci delle donne di tutto il mondo.

### Conduzione
Nel 2019 inizia la sua avventura come conduttrice e showgirl alla Festa della Musica a Monza al fianco di Mitch di radio 105.
Nel 2024 conduce il Premio Mia Martini insieme al conduttore Rai Savino Zaba.
Il 18 gennaio 2025 presenta, con la presenza del cantante Morgan il Diamond Music Media Contest il nuovo Talent Show Social in diretta Twitch dal Teatro Oscar di Milano.
Dal 2018 è testimonial ufficiale dei City Angels.

## Discografia

### Album
- 2024 – Pop Fiction
- 2019 – Universale

### Singoli
- 2016 – Un istante di noi
- 2017 – Trema pure la città
- 2017 – Ho scelto di essere libera
- 2018 – Inutilmente
- 2018 – Addormentarsi insieme
- 2018 – L'amore è rincorrersi
- 2019 – Fammi credere all'eterno
- 2019 – Almeno non per sempre
- 2020 – Ho tutto tranne te
- 2021 – Controregola
- 2021 – Giromondo
- 2021 – Fake News
- 2022 – Tutto bene
- 2024 – Quale allegria
- 2024 – No contact

### Collaborazioni
- 2019 – Ninna nanna (feat. Renanera)
- 2021 – Giromondo (feat. Saturnino e Maurizio Solieri))
- 2024 – Polvere (feat. Luigi Schiavone)
- 2024 – Intro Pop Fiction (feat. Alessandro Bianchi)
- 2024 – Quale allegria (feat. Beppe D'Onghia e Nu-Orkestra - Fondazione Lucio Dalla)

## Tournée
- 2019 – Universale Instore Tour
- 2021 - Giromondo Tour
- 2024 - Pop Fiction Tour

## Televisione
- Vito ballava con le streghe (docufilm) di Mimmo Sammartino, regia di Vittorio Nevano (Rai 1, 2008) attrice
- Il catalogo è questo (docufilm), regia di Fulvio Wetzl (2008) attrice
- Donne Lucane di Nevio Casadio (2019) attrice
- Cinematografo (programma televisivo) (RAI 1, 2019) ospite
- Sottovoce (programma tv di Gigi Marzullo) (Rai 1, 2019) ospite
- Capodanno di RAI 1 (RAI 1, 2019) cantante

## Radio
- RTL 102.5, esibizione live con Grazia Di Michele con il brano Anime (2019) ospite
- Radionorba (2020) ospite

## Premi e riconoscimenti
- 2016 – Vincitrice Premio Mia Martini[1]
- 2016 – Vincitrice Premio FIMI Miglior brano radiofonico

## Partecipazioni a manifestazioni canore
- Premio Mia Martini[1] (Categoria nuove proposte per l'Europa) - Un istante di noi - Vincitrice
- Premio Lunezia[11] - Inutilmente - Finalista
- Sanremo Rock[17] - Addormentarsi Insieme - Finalista